# Disphragis marginalis
Disphragis marginalis är en fjärilsart som beskrevs av William Schaus 1906. Disphragis marginalis ingår i släktet Disphragis och familjen tandspinnare. Inga underarter finns listade i Catalogue of Life.